# Biblioteca Amir Khusrou Balkhi
Biblioteca Amir Khusrou Balkhi es una biblioteca en la ciudad de Kabul, la capital del país asiático de Afganistán. En la década de 1990, albegaba en sus espacios cerca de 20.000 libros, revistas, periódicos y libros raros. Los materiales que posee se centran en la historia, la literatura, la geografía y la religión.